# 1924 års bankkommitté
1924 års bankkommitté var en bankkommitté tillsatt av statsrådet över finansärenden, vilken 17 juni 1927 lämnade sitt betänkande med förslag på förändringar i 1911 års banklag.
Betänkandet, vartill bland annat fogades en bilaga om banklagstiftningen i Norge och Danmark, innehöll en utförlig redogörelse för förhållandet mellan industrin och bankerna i Sverige och för bankernas betydelse i det ekonomiska samhällslivet, särskilt för tillgodoseende av industrins kapitalbehov. Den föreslog borttagande av bankernas aktieförvärvsrätt, förbud mot belåning i bank av aktier i emissionsbolag, föreskrift om firmateckning av minst två personer på skriftlig handling i vilken bank ikläder sig förpliktelser, vissa lagändringar rörande översynen av bankerna med mera. Medlemmar i kommittén var bland andra generaldirektör Anders Örne (ordförande från 1925), bankinspektör Folke von Krusenstjerna, professor Emil Sommarin och bankdirektör Marcus Wallenberg.